# Джон Марр и другие моряки
Джон Марр и другие моряки (англ. John Marr and Other Sailors) — сборник стихов, опубликованный Германом Мелвиллом в 1888 году.
Мелвилл опубликовал двадцать пять экземпляров за свой счёт, указав, что они предназначены для семьи и друзей. Генри Чапин в предисловии к переизданию писал, что «очаровательная свежесть личности Мелвилла повсюду в свидетельстве, в голосе истинного поэта».
Уильям Кларк Рассел, британский автор морской повести, называл Мелвилла «величайшим гением, созданным США» и «первым» среди «поэтов глубины». Подобно «Тимолеону», его другому тому позднего стиха, учёные предположили, что это было «личное произведение искусства», симптоматизирующее его уход из литературного мира. Мелвилл собирал этот сборник, так как он также составлял проект «Билли Бадд», который, как и несколько стихотворений в этом сборнике, имел прозаические заголовки, за которыми следовали полные стихотворения.

## Стихотворения
Среди стихотворений — «Джон Марр», «Жених Дик», «Том Мертвец», «Джек Рой», «Орлы», «Эолова арфа», «Хозяину „Метеорита“», «Дальний оффшор», «Человек-боевой ястреб», «Фигуроголовый», «Хорошая поделка „Снежная птица“», «Старый совет», «Похищение ламинарии», «Мальдивская акула», «Неду», «Пересечение тропиков», «Берг», «Завидные острова» и «Камешки на берегу».
Критик Ф. О. Маттиессен находит в заглавной поэме «Джон Марр» «наклонную притчу» к мрачности собственных более поздних лет Мелвилла. В ней Марр, старый моряк, покидает «просторы моря ради просторов прерий». В предисловии к поэме Мелвилла говорится, что пионеры там были «добрыми», но «уравновешенными» и «искренними, какими бы узкими ни были религиозные». Им не хватало «клубов свободных и легких таверн… в некоторых старых и уютных портовых городах», им не хватало «гениальности, цветка жизни, проистекающего из какого-то чувства радости в нём». Но когда Марр попытался оживить событие рассказом о своих морских приключениях, кузнец честно сказал ему: «Друг, мы ничего об этом здесь не знаем».